# 里巴茨科耶站
里巴茨科耶站（羅馬化：Rybatskoye）是聖彼得堡地鐵的一個車站。里巴茨科耶站開通於1984年12月28日，是聖彼得堡地鐵3號線的車站，為地上車站。